# Captured Tracks
Captured Tracks est un label de rock indépendant américain basé à Brooklyn à New York et fondé en 2008. Le label publie des albums d'artistes tels que Mac DeMarco, The Soft Moon, Wild Nothing, Beach Fossils, DIIV, Blank Dogs, Veronica Falls, Thee Oh Sees, Homeshake et publie aussi de nombreuses rééditions.

## Historique
Le label est fondé en 2008 à Brooklyn par Mike Sniper, par ailleurs membre du groupe Blank Dogs. Le label publie des artistes originaires de différents pays. Depuis le label s'est aussi fait une spécialité de rééditer des albums de groupes shoegazing et post-punk des années 1980 et réédite aussi une partie de catalogue du label Néo-Zélandais Flying Nun Records,. En 2013 le label fête ses cinq ans et organise un festival. Le label possède aussi une boutique de disque située à Brooklyn et ouverte à l'été 2013,.

## Artistes édités par le label
- Beach Fossils
- Blank Dogs
- Blouse
- Chris Cohen
- Craft Spells
- DIIV
- Girls Names
- Grass Widow
- Holograms
- Mac DeMarco
- Minks
- Naomi Punk
- Saâda Bonaire
- The Soft Moon
- Thee Oh Sees
- Veronica Falls
- Wild Nothing

## Discographie du label
| Numéro de catalogue | Artiste                                 | Titre (format)                                                              | Année |
| CT-001              | Dum Dum Girls                           | Dum Dum Girls (EP)                                                          | 2009  |
| CT-002              | Blank Dogs                              | Seconds (12", EP, Ltd)                                                      | 2009  |
| CT-003              | Repairs                                 | Repairs EP (Cass)                                                           | 2009  |
| CT-004              | Woods                                   | Sunlit (7")                                                                 | 2009  |
| CT-005              | Brilliant Colors                        | Brilliant Colors (7")                                                       | 2009  |
| CT-006              | The Mayfair Set                         | The Mayfair Set (Single)                                                    | 2009  |
| CT-007              | Gary War                                | Opens (Cass)                                                                | 2009  |
| CT-008              | The Bitters                             | Wooden Glove (12", EP)                                                      | 2009  |
| CT-009              | Blessure Grave                          | Learn To Love The Rope (12", EP)                                            | 2009  |
| CT-010              | The Beets                               | Spit In The Face Of People Who Don't Want To Be Cool (LP/CD, Album)         | 2009  |
| CT-011              | The German Measles                      | Don't Hassle Us We're Loco (Cass)                                           | 2009  |
| CT-012              | Kid Romance                             | F*** Punx/I Use Electricity (7")                                            | 2009  |
| CT-012              | Kid Romance                             | Thriller (Cass)                                                             | 2009  |
| CT-013              | Blank Dogs                              | Slow Room! (7")                                                             | 2009  |
| CT-014              | Roman Soldiers                          | Roman Soldiers (7")                                                         | 2009  |
| CT-015              | Teenage Panzerkorps                     | Knut Hamsun EP (7", EP, Ltd)                                                | 2009  |
| CT-016              | The Beets                               | Don't Fit In My Head (7")                                                   | 2009  |
| CT-017              | Little Girls                            | Youth Tunes (7")                                                            | 2009  |
| CT-019              | Various                                 | Captured Tracks Mix CD (CDr, Comp)                                          | 2009  |
| CT-020              | Brilliant Colors                        | Brilliant Colors (12", EP)                                                  | 2009  |
| CT-021              | The Mayfair Set                         | Young One (LP/CD, Album)                                                    | 2009  |
| CT-022              | Gary War                                | Galactic Citizens (12", EP)                                                 | 2009  |
| CT-023              | Grass Widow                             | Grass Widow (12")                                                           | 2009  |
| CT-025              | The Bitters                             | East (7", Single)                                                           | 2009  |
| CT-026              | Ganglians                               | Blood On The Sand (7")                                                      | 2009  |
| CT-027              | Thee Oh Sees                            | Dog Poison (LP, Album)                                                      | 2009  |
| CT-028              | Spectrals                               | Leave Me Be (7", Single)                                                    | 2009  |
| CT-029              | Christmas Island                        | Nineteen/Twenty-Nine (7", Single)                                           | 2009  |
| CT-030              | The German Measles                      | Wild E.P. (12")                                                             | 2009  |
| CT-031              | Beachniks                               | Beachniks (7")                                                              | 2009  |
| CT-032              | Silk Flowers                            | As Above So Below (12", Mini-album)                                         | 2009  |
| CT-033              | Led Er Est                              | Poll Gorm (7")                                                              | 2009  |
| CT-034              | The Girls At Dawn                       | The Girls At Dawn (12", EP)                                                 | 2009  |
| CT-035              | Wild Nothing                            | Summer Holiday (7", Single)                                                 | 2009  |
| CT-036              | Veronica Falls                          | Found Love In A Graveyard (7", Single)                                      | 2010  |
| CT-037              | Dignan Porch                            | On A Ride/The Day Things Changed (7", Single)                               | 2010  |
| CT-038              | Hanoi Janes                             | Across The Sea/Skeleton Girl (7", Single)                                   | 2010  |
| CT-039              | Wetdog                                  | Lower Leg (7")                                                              | 2009  |
| CT-040              | Cosmetics                               | Soft Skin (7", Ltd)                                                         | 2010  |
| CT-041              | Wetdog                                  | Frauhaus! (LP)                                                              | 2010  |
| CT-042              | Beach Fossils                           | Daydream (7")                                                               | 2010  |
| CT-044              | The Beets                               | Locomotion (7", Single)                                                     | 2010  |
| CT-045              | Hanoi Janes                             | Year Of Panic (LP/CD, Album)                                                | 2010  |
| CT-046              | The Fresh & Onlys                       | August In My Mind (12", Mini-album)                                         | 2010  |
| CT-047              | The Soft Moon                           | Breathe The Fire (7", Single)                                               | 2010  |
| CT-048              | Minks                                   | Funeral Song (7", Single)                                                   | 2010  |
| CT-049              | Wild Nothing                            | Cloudbusting (7")                                                           | 2010  |
| CT-050              | Blank Dogs                              | Phrases (12", EP, Single)                                                   | 2010  |
| CT-051              | Dignan Porch                            | Tendrils (LP/CD, Album)                                                     | 2010  |
| CT-052              | La La Vasquez                           | Hello (7", Single)                                                          | 2010  |
| CT-053              | Girls Names                             | Girls Names (12", EP)                                                       | 2010  |
| CT-055              | Cosmetics                               | Sleepwalking (7", Single, Cle)                                              | 2010  |
| CT-056              | Blank Dogs                              | The Singles (Cass, Comp, C60)                                               | 2010  |
| CT-057              | Blank Dogs                              | The EPs (Cass, Comp)                                                        | 2010  |
| CT-058              | Blank Dogs                              | On Two Sides/The Fields (Cass, Comp)                                        | 2010  |
| CT-059              | Blank Dogs                              | Under And Under (2xCass, Album)                                             | 2010  |
| CT-060              | Blank Dogs                              | Leaves (Cass, Ltd, C10)                                                     | 2010  |
| CT-061              | Soft Healer                             | Gentle One (7", Single)                                                     | 2010  |
| CT-062              | Tim Cohen                               | Laugh Tracks (LP, Album)                                                    | 2010  |
| CT-063              | Aias                                    | Aias/Canvis (7", Single)                                                    | 2010  |
| CT-067              | Beach Fossils                           | Beach Fossils (LP/CD, Album)                                                | 2010  |
| CT-068              | Wild Nothing                            | Gemini (LP/CD, Album)                                                       | 2010  |
| CT-069              | Soft Metals                             | The Cold World Melts (12", Whi)                                             | 2010  |
| CT-070              | Hanoi Janes                             | Specks Ho! (7")                                                             | 2010  |
| CT-071              | Minks                                   | Ophelia (7", Single)                                                        | 2010  |
| CT-072              | The Soft Moon                           | Parallels (Single)                                                          | 2010  |
| CT-073              | The Monochrome Set                      | White Noice: Early Recordings, 1975-1977 (Mini-album, Comp)                 | 2010  |
| CT-074              | Veronica Falls                          | Beachy Head (7")                                                            | 2010  |
| CT-075              | Aias                                    | A La Piscina (LP/CD, Album)                                                 | 2010  |
| CT-079              | Wild Nothing                            | Golden Haze (EP)                                                            | 2010  |
| CT-080              | The Beets                               | Stay Home (12", EP)                                                         | 2011  |
| CT-081              | Craft Spells                            | Party Talk (7")                                                             | 2010  |
| CT-082              | Further Reductions                      | Decidedly So/Not Unknown (7")                                               | 2010  |
| CT-083              | Blank Dogs                              | Land And Fixed (LP/CD, Album)                                               | 2010  |
| CT-084              | Beach Fossils                           | Face It/Distance (Single)                                                   | 2010  |
| CT-085              | The Soft Moon                           | The Soft Moon (LP/CD, Album)                                                | 2010  |
| CT-086              | Minks                                   | By The Hedge (LP/CD, Album)                                                 | 2011  |
| CT-087              | The Jameses                             | Caribou (7")                                                                | 2010  |
| CT-088              | Catwalk                                 | (Please) Don't Break Me (7", Single)                                        | 2010  |
| CT-089              | The Beets                               | Time Brought Age (7")                                                       | 2011  |
| CT-091              | Tim Cohen                               | Tim Cohen's Magic Trick (LP/CD, Album)                                      | 2011  |
| CT-092              | Dignan Porch                            | Deluded (EP)                                                                | 2011  |
| CT-093              | Catwalk                                 | One By Words (7", Single)                                                   | 2011  |
| CT-094              | Craft Spells                            | After The Moment (7")                                                       | 2011  |
| CT-095              | Beach Fossils                           | What A Pleasure (EP)                                                        | 2011  |
| CT-096              | Tim Cohen                               | Bad Blood (2x7", EP)                                                        | 2011  |
| CT-097              | Minks                                   | Araby (Cass, Ltd)                                                           | 2011  |
| CT-098              | Widowspeak                              | Harsh Realm/Burnout (Single)                                                | 2011  |
| CT-099              | Blouse                                  | Into Black/Firestarter                                                      | 2011  |
| CT-100              | Zodiacs                                 | Faraway Friend (7")                                                         | 2011  |
| CT-101              | Craft Spells                            | Idle Labor (LP/CD, Album)                                                   | 2011  |
| CT-102              | Led Er Est                              | May (12", EP)                                                               | 2011  |
| CT-103              | The Wake                                | On Our Honeymoon (7", Single)                                               | 2011  |
| CT-104              | The Wake                                | Crush The Flowers (7", Single)                                              | 2011  |
| CT-105              | Beach Fossils & Wild Nothing            | Gruesome Flowers (7")                                                       | 2011  |
| CT-106              | Catwalk                                 | The Yay! Recordings (Cass, Comp)                                            | 2011  |
| CT-107              | Thieves Like Us                         | Your Love Runs Still EP (12")                                               | 2011  |
| CT-108              | Blank Dogs                              | Collected By Itself: 2006-2009 (Comp)                                       | 2011  |
| CT-109              | Blank Dogs                              | On Two Sides (LP, Album, Ltd, RE)                                           | 2011  |
| CT-110              | Jeff & Jane Hudson                      | Flesh (Comp)                                                                | 2011  |
| CT-111              | The Servants                            | Youth Club Disco (LP, Album, Comp)                                          | 2011  |
| CT-112              | Hoop Dreams                             | XCPR (7")                                                                   | 2011  |
| CT-113              | The McTells                             | The McTells (Cass, C30)                                                     | 2011  |
| CT-114              | The McTells                             | Expecting Joe (Cass, C30)                                                   | 2011  |
| CT-115              | Widowspeak                              | Gun Shy (Single)                                                            | 2011  |
| CT-116              | Soft Metals                             | Soft Metals (LP/CD, Album)                                                  | 2011  |
| CT-117              | Silk Flowers                            | Days of Arrest (EP)                                                         | 2011  |
| CT-118              | Widowspeak                              | Widowspeak (LP/CD, Album)                                                   | 2011  |
| CT-119              | Thieves Like Us                         | Your Heart Feels (12")                                                      | 2011  |
| CT-120              | Covergirl                               | Paris Burns (7")                                                            | 2011  |
| CT-121              | Minks                                   | Araby (7", Single)                                                          | 2011  |
| CT-122              | Heavenly Beat                           | Suday (7", Single, Ltd, Whi)                                                | 2011  |
| CT-123              | DIIV                                    | Sometime (Single)                                                           | 2011  |
| CT-124              | The Soft Moon                           | Total Decay (EP)                                                            | 2011  |
| CT-125              | Blouse                                  | Blouse (LP/CD, Album)                                                       | 2011  |
| CT-126              | Nick Nicely                             | Elegant Daze: 1979-1986 (LP, Album, Comp)                                   | 2011  |
| CT-127              | Should                                  | A Folding Sieve (LP, Album, RE)                                             | 2011  |
| CT-128              | Deardarkhead                            | Oceanside: 1991 - 1993 (LP, Album, Comp)                                    | 2011  |
| CT-129              | Should                                  | Resonate (Cass, Ltd)                                                        | 2011  |
| CT-130              | Deardarkhead                            | Spiral Down and Vibrate (Cass, Ltd)                                         | 2011  |
| CT-131              | DIIV                                    | Human (7")                                                                  | 2011  |
| CT-132              | Medicine                                | Time Baby II (7")                                                           | 2011  |
| CT-133              | Heavenly Beat                           | Faithless (7")                                                              | 2011  |
| CT-134              | Thieves Like Us                         | Berlin/Alex (LP, Album)                                                     | 2011  |
| CT-135              | Jesse Ruins                             | A Bookshelf Sinks into the Sand (7")                                        | 2011  |
| CT-136              | Grabbel and the Final Cut               | Get Your Feet Back on the Ground (7")                                       | 2011  |
| CT-137              | Wild Nothing                            | Nowhere (7")                                                                | 2012  |
| CT-138              | Jesse Ruins                             | Dream Analysis (12"EP/CD)                                                   | 2012  |
| CT-139              | Beach Fossils                           | Shallow (7")                                                                | 2012  |
| CT-140              | Mac DeMarco                             | Rock and Roll Nightclub (12"EP/CD)                                          | 2012  |
| CT-141              | Mac DeMarco                             | Only You (7")                                                               | 2012  |
| CT-142              | Half String                             | Maps for Sleep (2xLP/CD)                                                    | 2012  |
| CT-143              | Thieves Like Us                         | Bleed Bleed Bleed (LP/CD)                                                   | 2012  |
| CT-144              | Holograms                               | ABC City (7")                                                               | 2012  |
| CT-145              | The Cleaners from Venus                 | Blow Away Your Troubles (2xLP)                                              | 2012  |
| CT-146              | The Cleaners from Venus                 | On Any Normal Monday (LP)                                                   | 2012  |
| CT-147              | The Cleaners from Venus                 | Midnight Cleaners (LP)                                                      | 2012  |
| CT-145-147          | The Cleaners from Venus                 | The Cleaners from Venus Vol 1. (4xLP/3xCD)                                  | 2012  |
| CT-148              | Medicine                                | Shot Forth Self Living (2xLP/2xCD)                                          | 2012  |
| CT-149              | Medicine                                | The Buried Life (Expanded) (2xLP/2xCD)                                      | 2012  |
| CT-150              | Medicine                                | Sounds of Medicine (LP)                                                     | 2012  |
| CT-151              | Medicine                                | Always Starting to Stop (Cass)                                              | 2012  |
| CT-152              | The Wake                                | Here Comes Everybody + Singles (82-87)                                      | 2012  |
| CT-153              | Blouse & Craft Spells                   | Gruesome Flowers 2: A Tribute to The Wake (7")                              | 2012  |
| CT-154              | DIIV                                    | Geist (7")                                                                  | 2012  |
| CT-155              | Craft Spells                            | Gallery (EP)                                                                | 2012  |
| CT-156              | The Soft Moon vs. John Foxx & the Maths | Evidence (7")                                                               | 2012  |
| CT-158              | DIIV                                    | Oshin (album)                                                               | 2012  |
| CT-159              | Holograms                               | Holograms (LP/CD, Album)                                                    | 2012  |
| CT-160              | Heavenly Beat                           | Talent (LP/CD)                                                              | 2012  |
| CT-161              | Dignan Porch                            | Nothing Bad Will Ever Happen (LP/CD)                                        | 2012  |
| CT-162              | Wild Nothing                            | Nocturne                                                                    | 2012  |
| CT-163              | Chris Cohen                             | Overgrown Path                                                              | 2012  |
| CT-164              | Mac DeMarco                             | 2 (album)                                                                   | 2012  |
| CT-165              | The Soft Moon                           | Zeros(LP)                                                                   | 2012  |
| CT-166              | Naomi Punk                              | The Feeling (LP/CD)                                                         | 2012  |
| CT-167-169          | For Against                             | For Against (LP box)                                                        | 2013  |
| CT-170              | Widowspeak                              | Almanac (LP/CD)                                                             | 2013  |
| CT-171              | Beach Fossils                           | Clash the Truth (LP/CD/Cass)                                                | 2013  |
| CT-172              | Alex Calder                             | Time (EP/CD)                                                                | 2013  |
| CT-173              | Bona Dish                               | The Zaragoza Tapes: 1981-1982 (LP/CD)                                       | 2013  |
| CT-174              | Wild Nothing                            | Empty Estate (12" EP/CD)                                                    | 2013  |
| CT-175              | The Cleaners from Venus                 | In the Golden Autumn (LP)                                                   | 2013  |
| CT-176              | The Cleaners from Venus                 | Under Wartime Conditions (LP)                                               | 2013  |
| CT-177              | The Cleaners from Venus                 | Songs for a Fallow Land (LP)                                                | 2013  |
| CT-178              | The Cleaners from Venus                 | A Dawn Chorus (LP)                                                          | 2013  |
| CT-179              | The Cleaners from Venus                 | The Cleaners from Venus Vol. 2 (LP box/4xCD)                                | 2013  |
| CT-180              | Earth Dies Burning                      | Songs from the Valley of the Bored Teenager (1981-1984) (LP/CD)             | 2013  |
| CT-181              | Saâda Bonaire                           | Saâda Bonaire (2LP/CD)                                                      | 2013  |
| CT-182              | Soft Metals                             | Lenses (LP/CD)                                                              | 2013  |
| CT-183              | Medicine                                | To the Happy Few (LP/CD)                                                    | 2013  |
| CT-184              | Minks                                   | Tides End (LP/CD)                                                           | 2013  |
| CT-185              | The Servants                            | Small Time (album)                                                          | 2013  |
| CT-186              | Holograms                               | Forever (LP)                                                                | 2013  |
| CT-187              | Blouse                                  | Imperium (LP/CD)                                                            | 2013  |
| CT-188              | Heavenly Beat                           | Prominence (LP/CD)                                                          | 2013  |
| CT-189              | Widowspeak                              | The Swamps (EP)                                                             | 2013  |
| CT-190              | Juan Wauters                            | N.A.P.: North American Poetry (LP/CD)                                       | 2014  |
| CT-191              | Axxa/Abraxas                            | Axxa/Abraxas (LP/CD)                                                        | 2014  |
| CT-192              | Perfect Pussy                           | Say Yes to Love (LP/CD)                                                     | 2014  |
| CT-193              | Mac DeMarco                             | Salad Days (album)                                                          | 2014  |
| CT-194              | Milk N' Cookies                         | Not Enough Girls in the World b/w Nots (7" RSD Exclusive)                   | 2014  |
| CT-195              | Medicine                                | Part Time Punks "In Session" Live LP (12" LP RSD Exclusive)                 | 2014  |
| CT-196              | Bok Bok                                 | Come Back to Me b/w Misfit (7" RSD Exclusive)                               | 2014  |
| CT-197              | Skylon                                  | Skylon v/w Skylon (Acoustic Demo) (7" RSD Exclusive)                        | 2014  |
| CT-198              | Cosmetics                               | Olympia...Plus (12" LP RSD Exclusive)                                       | 2014  |
| CT-199              | The Snow                                | Memory Loss b/w Joy of Life (7" RSD Exclusive)                              | 2014  |
| CT-200              | Craft Spells                            | Nausea (LP/CD)                                                              | 2014  |
| CT-201              | Stockholm Monsters                      | All At Once (LP + 7")                                                       | 2014  |
| CT-202              | The Cleaners from Venus                 | Living with Victoria Grey (LP)                                              | 2014  |
| CT-203              | The Cleaners from Venus                 | Number Thirteen (LP)                                                        | 2014  |
| CT-204              | The Cleaners from Venus                 | My Back Wages (LP)                                                          | 2014  |
| CT-205              | The Cleaners from Venus                 | Extra Wages (LP)                                                            | 2014  |
| CT-202-205          | The Cleaners from Venus                 | The Cleaners from Venus Vol.3 (4xLP/4xCD)                                   | 2014  |
| CT-206              | The Apartments                          | The Evening Visits...And Stays for Years (2xLP/2xCD)                        | 2015  |
| CT-207              | Donovan Blanc                           | Donovan Blanc (LP/CD)                                                       | 2014  |
| CT-208              | The Outsiders                           | Close Up (LP)                                                               | 2014  |
| CT-209              | Naomi Punk                              | Television Man (LP/CD)                                                      | 2014  |
| CT-210              | Shiny Two Shiny                         | When the Rain Stops (LP/CD)                                                 | 2014  |
| CT-211              | Juan Wauters & Carmelle                 | Wearing Leather, Wearing Fur (12" EP)                                       | 2015  |
| CT-212              | Medicine                                | Home Everywhere (LP/CD)                                                     | 2014  |
| CT-213              | Alex Calder                             | Strange Dreams (LP/CD)                                                      | 2014  |
| CT-214              | Perfect Pussy                           | I Have Lost All Desire For Feeling (12" EP/CD)                              | 2015  |
| CT-216              | Mourn                                   | Mourn (LP/CD)                                                               | 2015  |
| CT-217              | Nic Hessler                             | Soft Connections (LP/CD)                                                    | 2015  |
| CT-218              | The Soft Moon                           | Deeper (LP/CD)                                                              | 2015  |
| CT-219              | Pale Blue                               | The Past We Leave Behind (2xLP/CD)                                          | 2015  |
| CT-220              | David Westlake                          | Play Dusty for Me (LP)                                                      | 2015  |
| CT-221              | Alex Calder                             | Mold Boy (LP)                                                               | 2015  |
| CT-222              | Martin Newell                           | Teatime Assortment (2xLP/CD)                                                | 2015  |
| CT-224              | Juan Wauters                            | Who Me? (LP/CD)                                                             | 2015  |
| CT-225              | EZTV                                    | Dust in the Sky (7")                                                        | 2015  |
| CT-226              | EZTV                                    | Calling Out (LP/CD)                                                         | 2015  |
| CT-227              | Mourn                                   | Gertrudis, Get Through This! (7")                                           | 2015  |
| CT-228              | Mac DeMarco                             | Another One (Mini LP/CD)                                                    | 2015  |
| CT-230              | Widowspeak                              | All Yours (LP/CD)                                                           | 2015  |
| CT-231              | DIIV                                    | Is the Is Are (LP/CD)                                                       | 2016  |
| CT-232              | Wild Nothing                            | Life of Pause (LP/CD)                                                       | 2016  |
| CT-235              | Luna                                    | Lunapark (as a part of CTBOX-005 'Long Players 92-99' LP Box Set)           | 2016  |
| CT-236              | Luna                                    | Bewitched (as a part of CTBOX-005 'Long Players 92-99' LP Box Set)          | 2016  |
| CT-237              | Luna                                    | Penthouse (as a part of CTBOX-005 'Long Players 92-99' LP Box Set)          | 2016  |
| CT-238              | Luna                                    | Pup Tent (as a part of CTBOX-005 'Long Players 92-99' LP Box Set)           | 2016  |
| CT-239              | Luna                                    | Days of Our Nights (as a part of CTBOX-005 'Long Players 92-99' LP Box Set) | 2016  |
| CT-240              | Luna                                    | Rarities (as a part of CTBOX-005 'Long Players 92-99' LP Box Set)           | 2016  |
| CT-242              | Lina Tullgren                           | Wishlist EP (12")                                                           | 2016  |
| CT-243              | MOURN                                   | Ha, Ha, He. (LP/CD)                                                         | 2016  |
| CT-244              | B Boys                                  | No Worry No Mind EP (12"/CD)                                                | 2016  |
| CT-245              | Boulevards                              | Groove (LP/CD)                                                              | 2016  |
| CT-246              | Dinner                                  | Psychic Lovers (LP/CD)                                                      | 2016  |
| CT-247              | Chris Cohen                             | As If Apart (LP/CD)                                                         | 2016  |
| CT-248              | Chris Cohen                             | One Demonstration and One Cover (7")                                        | 2016  |
| CT-249              | Brotherhood of Lizards                  | Lizardland (2xLP/CD)                                                        | 2016  |
| CT-250              | EZTV                                    | High in Place (LP/CD)                                                       | 2016  |
| CT-251              | Molly Burch                             | Downhearted (7")                                                            | 2016  |
| CT-252              | The Stray Trolleys                      | Barricades and Angels (LP/CD)                                               | 2017  |
| CT-253              | Molly Burch                             | Please Be Mine (LP/CD)                                                      | 2017  |
| CT-255              | Chastity                                | TAPE (Cassette)                                                             | 2017  |
| CT-256              | Chastity                                | Peroxide (7")                                                               | 2017  |
| CT-257              | Lina Tullgren                           | Won (LP/CD)                                                                 | 2017  |
| CT-258              | B Boys                                  | Dada (LP/CD)                                                                | 2017  |
| CT-259              | Cleaners from Venus                     | Best of... (LP)                                                             | 2017  |
| CT-260              | Mac DeMarco                             | This Old Dog (LP/CD)                                                        | 2017  |
| CT-261              | Reptaliens                              | Prequel (7")                                                                | 2017  |
| CT-262              | Gabriella Cohen                         | Full Closure and No Details (LP/CD)                                         | 2017  |
| CT-264              | The 6th's                               | Wasp's Nest (LP)                                                            | 2017  |
| CT-265              | Naomi Punk                              | Yellow (2xLP/CD)                                                            | 2017  |
| CT-266              | Widowspeak                              | Expect the Best (LP/CD)                                                     | 2017  |
| CT-267              | Dinner                                  | New Work (LP/CD)                                                            | 2017  |
| CT-268              | Reptaliens                              | FM-2030 (LP/CD)                                                             | 2017  |
| CT-269              | Chastity                                | Chains EP (12")                                                             | 2017  |
| CT-270              | Wax Chattels                            | Stay Disappointed (7")                                                      | 2017  |
| CT-271              | Martin Newell                           | The Greatest Living Englishman (LP)                                         | 2017  |
| CT-272              | Robert Earl Thomas                      | Another Age (LP/CD)                                                         | 2018  |
| CT-273              | Wax Chattels                            | Wax Chattels (LP/CD)                                                        | 2018  |
| CT-274              | Gabriella Cohen                         | Pink is the Colour of Unconditional Love (LP/CD)                            | 2018  |
| CT-277              | Capital Punishment                      | Roadkill (LP/CD)                                                            | 2018  |
| CT-278              | MOURN                                   | Sorpresa Familia (LP/CD)                                                    | 2018  |
| CT-279              | Chastity                                | Death Lust (LP/CD)                                                          | 2018  |
| CT-280              | Molly Burch                             | First Flower (LP/CD)                                                        | 2018  |
| CT-281              | Various Artists                         | CT10 Sampler Volume 1 (LP)                                                  | 2018  |
| CT-282              | Wild Nothing                            | Indigo (LP/CD)                                                              | 2018  |
| CT-283              | Lina Tullgren                           | Always Fine (7")                                                            | 2018  |
| CT-287              | Drahla                                  | A Compact Cassette (Cassette)                                               | 2018  |
| CT-288              | Drahla                                  | Twelve Divisions of the Day (7")                                            | 2018  |
| CT-289              | Various Artists                         | CT10 Sampler Volume 2 (LP)                                                  | 2018  |
| CT-290              | Capital Punishment                      | This Is Capital Punishment EP (12")                                         | 2018  |
| CT-291              | EZTV                                    | Daytime (Digital Single)                                                    | 2018  |
| CT-292              | Reptaliens                              | Echo Park (7")                                                              | 2018  |
| CT-294              | HXXS                                    | MKDRONE EP (12")                                                            | 2018  |
| CT-295              | Chris Cohen                             | Chris Cohen (LP/CD)                                                         | 2019  |
| CT-296              | Drahla                                  | Useless Coordinates (LP/CD)                                                 | 2019  |
| CT-297              | Juan Wauters                            | La Onda de Juan Pablo (LP/CD)                                               | 2019  |
| CT-298              | Juan Wauters                            | Introducing Juan Pablo (LP/CD)                                              | 2019  |
| CT-300              | DIIV                                    | Deceiver (LP/CD)                                                            | 2019  |
| CT-301              | Reptaliens                              | VALIS (LP/CD)                                                               | 2019  |
| CT-303              | Anders Rhedin                           | Kyoto Window (Cassette)                                                     | 2019  |
| CT-304              | Anders Rhedin                           | Guided Sleep Meditation (Digital)                                           | 2019  |
| CT-305              | Anders Rhedin                           | The City That Sleeps (Digital)                                              | 2019  |
| CT-306              | Anders Rhedin                           | Images (Digital)                                                            | 2019  |
| CT-308              | Chastity                                | Death Lust Cuts (Digital EP)                                                | 2019  |
| CT-309              | Lina Tullgren                           | Free Cell (LP/CD)                                                           | 2019  |
| CT-310              | B Boys                                  | Dudu (LP/CD)                                                                | 2019  |
| CT-312              | HXXS                                    | Year of the Witch (LP/CD)                                                   | 2019  |
| CT-313              | Chastity                                | Home Made Satan (LP/CD)                                                     | 2019  |
| CT-314              | Molly Burch                             | Ballads (7")                                                                | 2019  |
| CT-315              | Molly Burch                             | The Molly Burch Christmas Album                                             | 2019  |
| CT-316              | Locate S,1                              | Personalia (LP/CD)                                                          | 2020  |
| CT-317              | Becca Mancari                           | The Greatest Part (LP/CD)                                                   | 2020  |
| CT-318              | Widowspeak                              | Plum (LP/CD)                                                                | 2020  |
| CT-319              | Wax Chattels                            | Clot (LP/CD)                                                                | 2020  |
| CT-320              | Ben Chatrer                             | What Have I Done! (7")                                                      | 2020  |
| CT-321              | The Shifters                            | Left Bereft (7")                                                            | 2020  |